# Kleinmaischeid
Kleinmaischeid  là một xã ở huyện Neuwied, bang Rheinland-Pfalz, Đức. Xã này có diện tích 6,99 km2, dân số cuối năm 2006 là 1376 người.